# カディオゴ県
カディオゴ県(フランス語：Kadiogo)はブルキナファソの中部地方の県。

2013年の人口は約152.4万人。
県都はワガドゥグー。
高度に都市化された、最も人口密度の高い県である。

## 行政区画

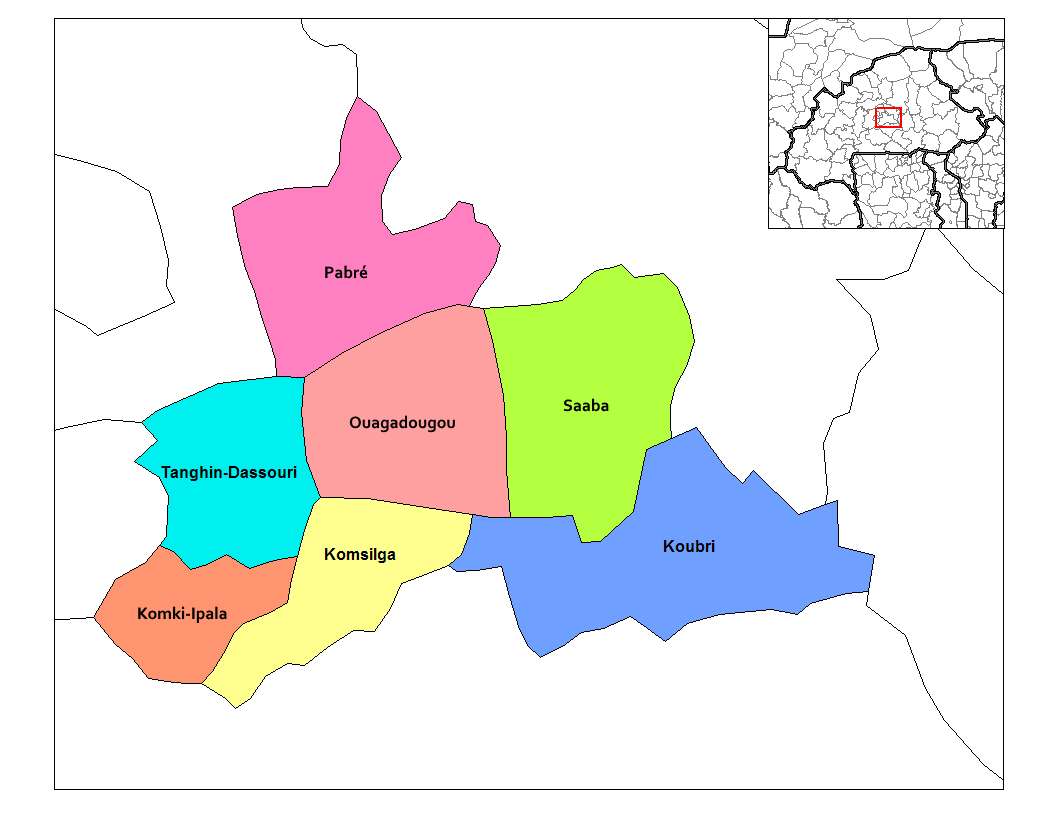
カディオゴ県の郡

| 郡                   | 郡都               | 2006年の人口 |
| -------------------- | ------------------ | ------------ |
| ワガドゥグー郡       | ワガドゥグー       |              |
| コムシガ郡           | コムシガ           |              |
| コンキ・イパラ郡     | コンキ・イパラ     |              |
| クブリ郡             | クブリ             |              |
| パブレ郡             | パブレ             |              |
| サーバ郡             | サーバ             |              |
| タンギン・ダスーリ郡 | タンギン・ダスーリ |              |

## 地理
- 北東：ウブリテンガ県
- 東：ガンズル県
- 南：バゼガ県
- 西：ブルキアンデ県
- 北西：クルウェゴ県